# Technomyrmex convexifrons
Technomyrmex convexifrons är en myrart som beskrevs av Vladimir Aphanasjevich Karavaiev 1926. Technomyrmex convexifrons ingår i släktet Technomyrmex och familjen myror. Inga underarter finns listade i Catalogue of Life.